# Bimbo Jet
Bimbo Jet war eine französische Euro-Disco-Band der 1970er Jahre. Die Mitglieder waren Claude Morgan (* 1947) und Laurent Rossi (* 1948, Sohn von Tino Rossi). Das One-Hit-Wonder war international bekannt für die Single El Bimbo.

## Diskografie
Alben
- 1974: El Bimbo

Singles
- 1974: El Bimbo
- 1974: La Balanga

## Auszeichnungen für Musikverkäufe
| Goldene Schallplatte - Kanada - 1975: für das Album Bimbo Jet |

| Land/RegionAuszeichnungen für Musikverkäufe (Land/Region, Auszeichnungen, Verkäufe, Quellen) | Gold  | Platin | Verkäufe | Quellen         |
| -------------------------------------------------------------------------------------------- | ----- | ------ | -------- | --------------- |
| Kanada (MC)                                                                                  | Gold1 | —      | 50.000   | musiccanada.com |
| Insgesamt                                                                                    | Gold1 | —      |          |                 |